# إيلغ
إيلغ (بالألمانية: Elgg) هي إحدى بلديات مقاطعة فينترتور في كانتون زيورخ في سويسرا. تبلغ مساحتها 15.53 كيلومتر مربع، ويقدر عدد سكانها بـ 4425 نسمة (حسب تعداد ديسمبر 2017).